# 温纳克政治运动
温纳克政治运动（“温纳克”在基切语里意为“人民”或“人类”）是危地马拉的一个土著政党。温纳克政治运动成立于1992年，由诺贝尔和平奖得主、危地马拉土著领袖里戈韦塔·门楚创建。2009年，温纳克政治运动注册为政党。该党的意识形态是土著主义、民主社会主义。该党的政治立场是左翼。该党的总书记是Amilcar Pop。该党的总部位于危地马拉城。该党是圣保罗论坛的成员。